# Ny Hydri
Ny Hydri (ν Hydri, förkortat Ny Hyi, ν Hyi) som är stjärnans Bayerbeteckning, är en ensam stjärna belägen i den södra delen av stjärnbilden Lilla vattenormen. Den har en skenbar magnitud på 4,76 och är synlig för blotta ögat där ljusföroreningar ej förekommer. Baserat på parallaxmätning inom Hipparcosuppdraget på ca 9,6 mas, beräknas den befinna sig på ett avstånd på ca 340 ljusår (ca 104 parsek) från solen. 

## Egenskaper
Ny Hydri är en orange jättestjärna av spektralklass K3 III. Den har en massa som är ca 3,5 gånger större än solens massa, en radie som är ca 17 gånger större än solens och utsänder från dess fotosfär ca 241 gånger mera energi än solen vid en effektiv temperatur på ca 4 430 K.